# Трнава (Хорватія)
45°16′ пн. ш. 18°15′ сх. д. / 45.26° пн. ш. 18.25° сх. д.
Трнава (хорв. Trnava) – громада і населений пункт в Осієцько-Баранській жупанії Хорватії.

## Населення
Населення громади за даними перепису 2011 року становило 1 600 осіб. Населення самого поселення становило 630 осіб.
Динаміка чисельності населення громади:
Динаміка чисельності населення центру громади:

## Населені пункти
Крім поселення Трнава, до громади також входять: 
- Драготин
- Хркановці-Джаковацькі
- Кондрич
- Лаповці
- Светоблажє

## Клімат
Середня річна температура становить 11,03°C, середня максимальна – 25,46°C, а середня мінімальна – -6,13°C. Середня річна кількість опадів – 736 мм.
| Клімат поселення                              | Клімат поселення | Клімат поселення | Клімат поселення | Клімат поселення | Клімат поселення | Клімат поселення | Клімат поселення | Клімат поселення | Клімат поселення | Клімат поселення | Клімат поселення | Клімат поселення | Клімат поселення |
| Показник                                      | Січ.             | Лют.             | Бер.             | Квіт.            | Трав.            | Черв.            | Лип.             | Серп.            | Вер.             | Жовт.            | Лист.            | Груд.            |                  |
| Середній максимум, °C                         | 5,92             | 8,19             | 12,71            | 17,34            | 22,38            | 25,46            | 25,26            | 24,65            | 20,64            | 15,28            | 9,42             | 5,41             |                  |
| Середня температура, °C                       | −0,11            | 2,20             | 6,70             | 11,33            | 16,35            | 19,44            | 21,26            | 20,63            | 16,62            | 11,26            | 5,40             | 1,40             |                  |
| Середній мінімум, °C                          | −6,13            | −3,86            | 0,67             | 5,31             | 10,34            | 13,42            | 17,22            | 16,61            | 12,58            | 7,23             | 1,36             | −2,64            |                  |
| Норма опадів, мм                              | 47               | 46               | 44               | 55               | 68               | 95               | 67               | 62               | 53               | 66               | 73               | 60               |                  |
| Середньомісячна швидкість вітру, м/с          | 1.99             | 2.20             | 2.50             | 2.40             | 2.19             | 2.00             | 2.00             | 1.80             | 1.80             | 1.81             | 1.93             | 2.00             |                  |
| Середньомісячна сонячна радіація, кДж/м²·день | 4294             | 6951             | 10941            | 15329            | 19205            | 21205            | 22151            | 20360            | 15000            | 9306             | 4920             | 3606             |                  |
| --------------------------------------------- | ---------------- | ---------------- | ---------------- | ---------------- | ---------------- | ---------------- | ---------------- | ---------------- | ---------------- | ---------------- | ---------------- | ---------------- | ---------------- |
| Джерело:                                      |                  |                  |                  |                  |                  |                  |                  |                  |                  |                  |                  |                  |                  |